# Vlag van Østfold

Vlag van Østfold

De vlag van Østfold is op 26 september 1958 officieel ingesteld als de provincievlag van de Noorse provincie Østfold. De vlag toont drie gele zonnestralen in een rood veld. Gele zonnestralen staan voor zonsopgang, als symbool voor de naam van fylkeskommune. Er wordt gezegd dat zonnestralen in de heraldiek recht en golvend door elkaar worden afgebeeld. De rechte staan voor licht en de golvende voor warmte.
De vlag toont hetzelfde beeld als het gemeentewapen.
Op 1 januari 2020 fuseerde de provincie Østfold met Akershus en Buskerud tot de nieuwe provincie Viken waardoor het gebruik hiervan als provincievlag is komen te vervallen. Per 1 januari 2024 is Østfold na de opdeling van Viken opnieuw een van de Noorse provincies waardoor de vlag is opnieuw in gebruik genomen.

## Verwante afbeeldingen

Wapen van Østfold